# 하파에우 마르케스 핀투
하파에우 마르케스 핀투(포르투갈어: Rafael Marques Pinto, 1988년 3월 23일 ~ )는 하파에우 마르케스(Rafael Marques)라고도 알려진 바스쿠에서 뛰는 브라질의 축구 선수다.

## 수상 경력
보타포구
- 코파 리우: 2007

그레미우
- 캄페오나투 가우슈: 2010

아틀레치쿠 미네이루
- 캄페오나투 미네이루: 2012, 2013
- 코파 리베르타도레스: 2013